# آنژل اوگ
آنژل اوگ (فرانسوی: Angèle Hug‎؛ زادهٔ ۳۰ ژوئیهٔ ۲۰۰۰) قایقران کایاک زن اهل فرانسه است.
وی در مسابقات کشوری و بین‌المللی در مجموع برندهٔ ۱ مدال طلا، ۶ مدال نقره، ۴ مدال برنز شده است.